# CLIO
L'acronimo CLIO sta per Cryogenic Laser Interferometer Observatory, un prototipo di rilevatore di onde gravitazionali che sta testando le tecnologie a specchio criogenico per il futuro Large Cryogenic Gravity Telescope (LCGT).
È un interferometro ottico con due bracci perpendicolari della lunghezza di 100 m. Unici nel loro genere, gli specchi sono raffreddati a 20 K. Questo riduce varie fonti di disturbi termici che affliggono altri osservatori gravitazionali, ma raffreddare gli specchi (riscaldati dal potente laser usato dell'interferometro) mentre vengono tenuti isolati dalle vibrazioni è difficile.
CLIO è situato a 1000 m sottoterra  nella miniera di Kamioka, Prefettura di Gifu, Giappone ed è uno degli impianti scientifici per la fisica dell'Istituto per la Ricerca sui Raggi Cosmici dell'Università di Tokyo.